# David Louis Walker
David Louis Walker (* 13. November 1938 in Clovelly) ist ein australischer Geistlicher und emeritierter Bischof von Broken Bay.

## Leben
Der Erzbischof von Sydney, Norman Thomas Kardinal Gilroy, weihte ihn am 21. Juli 1962  zum Priester.
Papst Johannes Paul II. ernannte ihn am 9. Juli 1996 zum Bischof von Broken Bay. Der Erzbischof von Sydney, Norman Thomas Kardinal Gilroy, spendete ihn am 3. September desselben Jahres die Bischofsweihe; Mitkonsekratoren waren Patrick Laurence Murphy, Altbischof von Broken Bay, und Kevin Michael Manning, Bischof von Parramatta.
Am 13. November 2013 nahm Papst Franziskus seinen altersbedingten Rücktritt an.